# Charles Tennant (1823-1906)
Sir Charles Clow Tennant, I Baronetto (4 novembre 1823 – Byfleet, 4 giugno 1906), è stato un banchiere e imprenditore scozzese.

## Biografia
Era il figlio di John Tennant, e di sua moglie, Robina Arrol. Suo nonno era il chimico e industriale Charles Tennant. 

## Carriera
Era presidente della United Alkali Company e presidente della Union Bank of Scotland. Tennant sedette anche come membro del Parlamento per Glasgow (1879-1880) e per Peebles e Selkirk (1880-1886). 
Fu nominato colonnello onorario del 4th (Glasgow, 1st Northern) Lanarkshire Rifle Volunteer Corps (successivamente 4th Volunteer Battalion, The Cameronians (Scottish Rifles)) nel 1880. Fu anche un trustee della National Gallery e fu nominato un Membro della Tariff Commission nel 1904. Nel 1885 fu creato Baronetto.
Nel 1852, Tennant acquistò The Glen, una tenuta nel sud della Scozia, e incaricò l'architetto David Bryce di progettare una nuova casa, che fu completata nel 1855.
Tennant era stato presidente della Nobel Explosives Company (1900-1906).

## Matrimoni

### Primo Matrimonio
Sposò, il 2 agosto 1849, Emma Winsloe (6 settembre 1821-21 gennaio 1895), figlia di Richard Winsloe. Ebbero tredici figli:
- un figlio;
- un figlio;
- Marion Tennant, sposò il reverendo R. Wallace, non ebbero figli;
- John Aubrey Tennant (nato e morto il 5 dicembre 1853);
- Pauline Emma Tennant (7 aprile 1855-16 novembre 1888), sposò Thomas Gordon-Duff, IX di Drummuir and 11th of Park, ebbero due figli;
- un figlio;
- Charlotte Monkton Tennant (1858-2 maggio 1911), sposò Thomas Lister, IV barone Ribblestone, ebbero cinque figli;
- Edward Tennant, I barone Glenconner (31 maggio 1859-21 novembre 1920);
- Katharine Lucy Tennant (1860-1942), sposò Thomas Graham Smith, non ebbero figli;
- Francis John Tennant (20 ottobre 1861-4 settembre 1942), sposò Annie Redmayne, ebbero sei figli;
- Octavia Laura Mary Tennant (1862-24 aprile 1886), sposò Alfred Lyttelton, ebbero un figlio;
- Emma Alice Margaret Tennant (2 febbraio 1864-28 luglio 1945), sposò Herbert Henry Asquith, ebbero due figli;
- Harold John Tennant (18 novembre 1865-8 novembre 1935), sposò in prime nozze Helen Gordon-Duff, ebbero un figlio, e in seconde nozze Margaret Edith Abraham, ebbero cinque figli.

### Secondo Matrimonio
Nel 1898 sposò Marguerite Agaranthe Miles (1869-26 maggio 1943), figlia del colonnello Charles William Miles. Ebbero quattro figlie:
- Margaret Tennant (4 novembre 1899-19 agosto 1994), sposò John Loder, II barone Wakehurst, ebbero quattro figli;
- Jean Tennant (1901-1912);
- Katharine Tennant, baronessa Elliot (15 gennaio 1903-3 gennaio 1994), sposò Walter Elliot, non ebbero figli;
- Nancy Tennant (20 agosto 1904-17 maggio 1969), sposò Thomas Dugdale, I barone Crathorne, ebbero due figli.